# Izlandi női labdarúgó-válogatott
Az izlandi női labdarúgó-válogatott képviseli Izlandot a nemzetközi női labdarúgó eseményeken. A csapatot az izlandi labdarúgó-szövetség szervezi és irányítja. Az izlandi női-válogatott szövetségi kapitánya Sigurður Eyjólfsson.
Az izlandi női nemzeti csapat még egyszer sem kvalifikálta magát világbajnokságra és az olimpiai játékokra.
Az Európa-bajnokságok történetében 1995-ben a negyeddöntőig, 2009-ben a csoportkörig jutott.

## Nemzetközi eredmények

### Világbajnoki szereplés
| Év       | Helyszín         | Eredmény      | Hely | M | Gy | D | V | Rg | Kg | Gk | P |
| -------- | ---------------- | ------------- | ---- | - | -- | - | - | -- | -- | -- | - |
| 1991     | Kína             | nem jutott be | –    | – | –  | – | – | –  | –  | –  | – |
| 1995     | Svédország       | nem jutott be | –    | – | –  | – | – | –  | –  | –  | – |
| 1999     | Egyesült Államok | nem jutott be | –    | – | –  | – | – | –  | –  | –  | – |
| 2003     | Egyesült Államok | nem jutott be | –    | – | –  | – | – | –  | –  | –  | – |
| 2007     | Kína             | nem jutott be | –    | – | –  | – | – | –  | –  | –  | – |
| 2011     | Németország      | nem jutott be | –    | – | –  | – | – | –  | –  | –  | – |
| 2015     | Kanada           | nem jutott be | -    | - | -  | - | - | -  | -  | -  | - |
| Összesen | Összesen         | 0 / 7         |      | – | –  | – | – | –  | –  | –  | – |

### Európa-bajnoki szereplés
| Év       | Helyszín            | Eredmény      | Hely | M | Gy | D | V | Rg | Kg | Gk | P |
| -------- | ------------------- | ------------- | ---- | - | -- | - | - | -- | -- | -- | - |
| 1984     | –                   | nem jutott be | –    | – | –  | – | – | –  | –  | –  | – |
| 1987     | Norvégia            | nem indult    | –    | – | –  | – | – | –  | –  | –  | – |
| 1989     | NSZK                | nem indult    | –    | – | –  | – | – | –  | –  | –  | – |
| 1991     | Dánia               | nem indult    | –    | – | –  | – | – | –  | –  | –  | – |
| 1993     | Olaszország         | nem jutott be | –    | – | –  | – | – | –  | –  | –  | – |
| 1995     | Németország         | negyeddöntős  | 5-8. | 2 | 0  | 0 | 2 | 2  | 4  | -2 | 0 |
| 1997     | Norvégia Svédország | nem jutott be | –    | – | –  | – | – | –  | –  | –  | – |
| 2001     | Németország         | nem jutott be | –    | – | –  | – | – | –  | –  | –  | – |
| 2005     | Anglia              | nem jutott be | –    | – | –  | – | – | –  | –  | –  | – |
| 2009     | Finnország          | csoportkör    | 11.  | 3 | 0  | 0 | 3 | 1  | 5  | -4 | 0 |
| 2013     | Svédország          |               |      |   |    |   |   |    |    |    |   |
| Összesen | Összesen            | 2 / 10        |      | 5 | 0  | 0 | 5 | 3  | 9  | -6 | 0 |

### Olimpiai szereplés
| Év       | Helyszín       | Eredmény      | Hely | M | Gy | D | V | Rg | Kg | Gk | P |
| -------- | -------------- | ------------- | ---- | - | -- | - | - | -- | -- | -- | - |
| 1996     | Atlanta        | nem jutott be | –    | – | –  | – | – | –  | –  | –  | – |
| 2000     | Sydney         | nem jutott be | –    | – | –  | – | – | –  | –  | –  | – |
| 2004     | Athén          | nem jutott be | –    | – | –  | – | – | –  | –  | –  | – |
| 2008     | Peking         | nem jutott be | –    | – | –  | – | – | –  | –  | –  | – |
| 2012     | London         | nem jutott be | –    | – | –  | – | – | –  | –  | –  | – |
| 2016     | Rio de Janeiro |               |      |   |    |   |   |    |    |    |   |
| Összesen | Összesen       | 0 / 5         |      | – | –  | – | – | –  | –  | –  | – |

## Híres játékosok
- Guðbjörg Gunnarsdóttir
- Þóra Björg Helgadóttir
- Ásta Árnadóttir
- Hólmfríður Magnúsdóttir
- Margrét Lára Viðarsdóttir